# 冀岩
冀岩（1962年10月—），中华人民共和国官员，北京市人，1993年9月加入中国共产党，现任北京市人民代表大会财政经济委员会副主任委员。他是十一届、十二届中共北京市委委员。
冀岩毕业于北京建筑工程学院公路与城市道路工程专业，1986年8月参加工作。他长期在北京市建委任职。1986年8月起，他历任北京市建委北京市政处干部、副主任科员、主任科员，期间曾参加怀柔讲师团支教一年。1993年6月，他升任北京市建委市政处副处长，1999年4月升任市政处处长，2000年12月改任市建委重大项目处处长。2003年3月冀岩获得提拔为副局级干部。2004年3月，他出任北京市建委委员（副局级），2004年12月以北京市建委委员（副局级）身份兼任北京市交通委委员。2006年4月，冀岩出任北京市建委（2009年3月起称住建委）党组成员、副主任，兼任北京市交通委委员。
2010年2月，冀岩转往北京市丰台区任职，任中共北京市丰台区委常委，区政府党组副书记、副区长。2011年8月，冀岩升任北京市丰台区委副书记，仍兼任区政府党组副书记、副区长。2011年9月冀岩以副区长身份代理区长，仍兼任北京市丰台区委副书记，区政府党组书记。2011年12月，他正式出任丰台区区长，兼为北京市丰台区委副书记、区政府党组书记。2017年2月中共北京市委曾公示冀岩为丰台区委书记人选，但他后来未获得任命。2018年3月，他被任命为北京市工商行政管理局局长。2018年11月，北京市政府机构改革，冀岩担任新组建的北京市市场监督管理局局长。2022年2月，任北京市人民代表大会财政经济委员会副主任委员。